# Onbaşı
Onbaşı (kurmandschi: Şahsim) ist ein früher von Jesiden bewohntes Dorf im Südosten der Türkei. Das Dorf liegt ca. 15 km südöstlich von Beşiri im gleichnamigen Landkreis Beşiri in der Provinz Batman. Der Ort befindet sich in Südostanatolien.

## Lage
Onbaşı (Şahsim) liegt ca. 1,5 km südöstlich von Oğuz (Şimiz oder Şimzê).

## Geschichte und Bevölkerung
Der ursprüngliche Name des Dorfes lautet Şahsim. Durch die Türkisierung geographischer Namen in der Türkei wurden die Dörfer umbenannt. Onbaşı (Şahsim) ist heute ein weitgehend verlassenes Dorf.